# 洛斯奧霍斯 (新墨西哥州)
洛斯奧霍斯（英語：Los Ojos）是位於美國新墨西哥州里奧阿里巴縣的普查規定居民點。

## 人口
根據2020年美國人口普查的數據，洛斯奧霍斯的面積為3.63平方千米，當中陸地面積為3.61平方千米，而水域面積為0.02平方千米。當地共有人口97人，而人口密度為每平方千米26.72人。